# Turkmenfilm
Turkmenfilm (en turcomano: Türkmenfilm) son unos estudios de cine turcomanos situados en la capital Asjabad. Fundados en 1926 durante la etapa soviética de Turkmenistán, los estudios aún son los más grandes e importantes del país y en ellos se han filmado y producido algunas de las mejores películas turcomanas.

## Historia
Los estudios fueron fundados en 1926 en Poltoratsk (ahora Asjabad) y en 1938 fueron renombrados Estudios Asjabad. Desde 1958 son conocidos como Turkmenfilm. En 1948 un terremoto derribó el edificio principal de Turkmenfilm y unos años más tarde fue restaurado. Durante un tiempo, el estudio fue nombrado Alty Karliev.
En 2007, un decreto del presidente de la asociación Turkmentelekinofilm derivó de la Dirección General del estudio de televisión de Turkmenistán, que lleva el nombre del legendario antepasado de los turcomanos, Oghuz Khagan. La supervisión del trabajo de la nueva asociación fue confiada al Ministerio de Cultura y Radiotelevisión de Turkmenistán.
En agosto de 2010, el Presidente de Turkmenistán, Gurbanguly Berdimuhamedov, dijo en un seminario sobre cultura y medios de comunicación que el sindicato Turkmenfilm Oguzkhan debía establecer la cooperación con las principales compañías de cine del mundo, para crear una nueva película sobre la historia y el presente de Turkmenistán.